# 拉里奥哈联合左翼
拉里奥哈联合左翼（西班牙語：Izquierda Unida La Rioja，缩写为IU–La Rioja）是西班牙左翼政党联盟联合左翼在拉里奥哈自治区的分支。它的主要成员是拉里奥哈共产党。它的政治立场是左翼。它的发言人是Diego Mendiola。它的总部位于洛格罗尼奥。